# Koliada
Koliada, ou Kolyada (Коляда) é uma deusa eslava. Ela traz um novo Sol a cada dia, por essa razão é caçada por Mara, que quer a escuridão total.
A festa pagã de Koliada é celebrada entre 6 e 19 de janeiro, embora também esteja relacionada ao Natal.